# 金门郡
金门郡，中国南北朝时设置的郡。
东魏天平初年置金门郡，属阳州。治所在金门县（今河南宜阳县西南、洛宁县西洛水南）。下辖金门县、南渑池县、南陕县、卢氏县，辖境相当今河南省宜阳县、洛宁县及卢氏县。后被西魏攻占后废除。兴和年间在在今河南卫辉市附近侨置金门郡，属义州。北齐时废除。